# Séno
O Séno é uma província de Burkina Faso localizada na região Sahel. Sua capital é a cidade de Dori.

## Departamentos

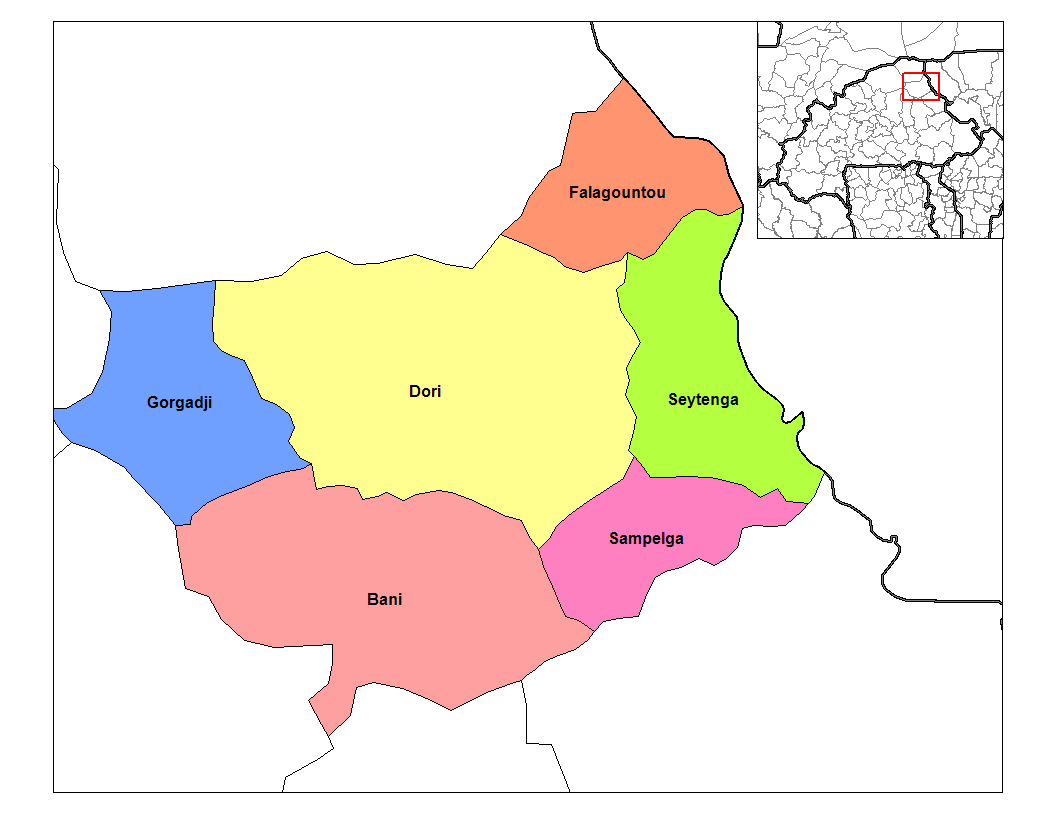
Localização dos diversos departamentos da província do Séno, Burkina Faso

A província do Séno está dividida em seis departamentos:
- Bani
- Dori
- Falangountou
- Gorgadji
- Sampelga
- Seytenga